# 푸루샤 숙타

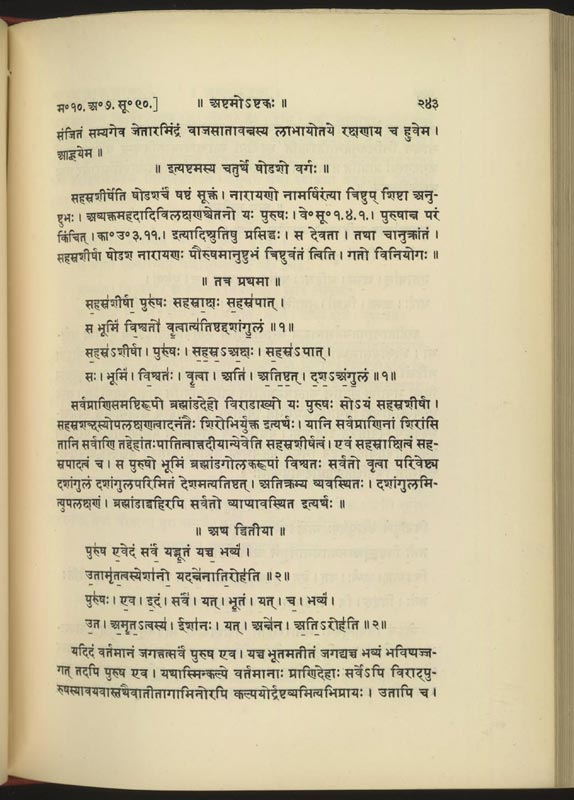
푸루샤 숙타의 처음 두 구절과 사야나차리야의 주석. 막스 뮐러의 리그베다-삼히타를 데바나가리 문자로 옮긴 페이지, 브라만의 신성한 찬가(재판, 런던 1974).

푸루샤 숙타(पुरुषसूक्तम् 푸루샤 숙탐)는 "우주적 존재"인 푸루샤에게 바쳐진 리그베다의 찬가이다. 이 찬가는 경전에 비교적 늦게 추가된 것으로 여겨지며—아마도 점점 더 불평등해지는 쿠루 정치 체제에 신학적 인정을 부여하기 위해—사회를 계층적으로 분할하는 것을 암시하며 네 바르나를 명시적으로 언급하는 유일한 찬가이다. 이 찬가는 다른 세 베다에서도 약간 다른 형태로 발견된다.

## 목차
푸루샤 숙타는 우주의 영적 통일성에 대한 설명을 제공한다. 그것은 푸루샤, 즉 우주적 존재의 본질을 나타난 세계에 내재하면서도 그를 초월하는 존재로 제시한다. 수크타는 이 존재로부터 본래의 창조적인 의지(비슈바카르마, 히란야가르바 또는 프라자파티와 동일시됨)가 진행되어 우주가 시공간에 투영된다고 주장한다. 푸루샤 숙타는 일곱 번째 구절에서 사회의 다양한 계급들의 유기적 연관성을 암시한다.

### 푸루샤
푸루샤는 숙타의 2절부터 5절까지 정의되어 있다. 그는 의식적이든 무의식적이든 모든 것에 보편적으로 스며들어 있는 존재로 묘사된다. 그는 시적으로 천 개의 머리, 눈, 다리를 가진 존재로 묘사되며, 땅뿐만 아니라 온 우주를 사방에서 감싸고 열 손가락 길이만큼 초월한다 – 즉, 모든 10차원을 초월한다. 과거, 현재, 미래의 모든 현현은 푸루샤 혼자만의 것으로 여겨진다. 또한 그는 자신의 창조물을 초월한다고 선언된다. 현현 속의 푸루샤의 내재성과 동시에 그의 초월성은 내재신론자들의 관점과 유사하다. 마지막으로, 그의 영광은 이 숙타에 묘사된 것보다 훨씬 더 위대하다고 여겨진다.

### 창조
5절부터 15절까지는 리그베다의 창조에 대한 내용을 담고 있다. 창조는 푸루샤로부터 비라트, 즉 아스트랄체의 기원과 함께 시작되었다고 묘사된다. 비라트 안에서 편재하는 지성이 나타나 다양성을 야기한다. 다음 구절들에서는 푸루샤가 자신을 희생함으로써 조류, 숲에 사는 동물, 가축, 세 베다, (만트라의) 운율을 낳았다고 한다. 그 다음 구절에서는 그의 입, 팔, 허벅지, 발에서 네 바르나 (범주)가 태어났다고 명시한다.
그 구절 뒤에, 숙타는 달이 푸루샤의 마음에서, 해가 그의 눈에서 태어났다고 말한다. 인드라와 아그니는 그의 입에서 내려오고, 그의 생명력에서 공기가 태어난다. 하늘은 그의 배꼽에서, 천국은 그의 머리에서, 땅은 그의 발에서, 그리고 공간의 사분면은 그의 귀에서 나온다. 이러한 창조를 통해 인간, 우주, 신성한 현실의 근본적인 통일성이 지지되는데, 이는 모든 것이 동일한 원초적 현실인 푸루샤로부터 발생한다고 보기 때문이다.

### 야즈나
푸루샤 수크타는 세계가 푸루샤의 야즈나 또는 교환을 통해 그리고 그것으로부터 창조되었다고 주장한다. 모든 형태의 존재는 이 원초적인 야즈나에 기반을 둔다고 여겨진다. 17절에서는 야즈나 자체의 개념이 이 원초적인 희생에서 비롯되었다고 여겨진다. 마지막 구절들에서는 야즈나가 모든 존재의 원초적인 에너지 기반으로 칭송된다.

## 맥락
이 숙타는 다양성 속의 근본적인 통일성의 내재성을 표현하며, 따라서 비슈누파 사상, 베다 철학 및 바가바타 신학의 기초로 여겨진다.
푸루샤 숙타는 아타르바베다 (19.6)에 약간의 변형을 가하여 반복된다. 그 일부는 또한 판차빔샤 브라마나, 바자사네이 삼히타 및 타이티리야 아란야카에도 나타난다. 푸라나 문헌 중에는 바가바타 푸라나 (2.5.35부터 2.6.1–29절)와 마하바라타 (목샤다르마 파르바, 351장과 352장)에서 이 수크타가 상세히 설명되어 있다.

## 진위성
푸루샤 숙타에 나오는 사회 계급에 관한 구절들은 비자야 나가라얀, 스테파니 W. 제이슨과 브레레톤 같은 학자들에 의해 리그베다의 가장 최근 층에 속하는 것으로 간주된다. V. 나가라얀은 그것이 당시 존재했던 사회의 불평등한 분열에 "신성한 재가"를 부여하기 위한 "삽입물"이었다고 생각한다. 그는 "베다 찬가는 바르나 체계가 시행되기 전에 작곡되었다. 베다 사회는 바르나를 기반으로 조직되지 않았다. 푸루샤 숙타는 그 체계에 베다적 인정을 확보하기 위한 후대의 삽입물일 수 있다"고 말한다. 산스크리트 및 종교학 교수인 스테파니 제이슨과 조엘 브레레톤은 "리그베다에는 정교하고, 세분화되어 있으며, 포괄적인 카스트 제도에 대한 증거가 없다"고 말하며, "바르나 체계는 리그베다에서 배아적 형태였으며, 당시나 그 후에도 사회적 현실이라기보다는 사회적 이상이었다"고 덧붙인다. 인도의 역사가인 수비라 자이스왈도 푸루샤 숙타가 리그베다에 삽입된 것이며 비베다적 나라야나를 포함하는 16절과 관련이 있다고 말한다. 암베드카르 또한 "막스 뮐러 외 다른 학자들"을 언급하며 푸루샤 숙타를 삽입물로 간주했다.

## 같이 보기
- 스리 숙타
- 브라만교
- 나사디야 숙타 (창조 찬가)
- 아간나 수타 — 불교 비판
- 바르나와 인도의 카스트

## 더 읽어보기
- 쿠마라스와미, 아난다, Rigveda 10.90.1: aty atiṣṭhad daśāṅgulám, Journal of the American Oriental Society, vol. 66, no. 2 (1946), 145-161.
- 데오, 샹카르라오 (인도 제헌 의회 의원이자 인도 헌법 공동 저자), Upanishadateel daha goshti OR Upanishads의 열 가지 이야기, Continental Publication, Pune, India, (1988), 41–46.
- 스와미 암리타난다의 스리 루드람 및 푸루샤수크탐 번역, Ramakrishna Mission, 첸나이.
- 푸루샤 숙타 박사 반난제 고빈다차리야 주석.